# Hermann Hultzsch
Hermann Hultzsch (* 20. April 1837 in Dresden; † 17. Dezember 1905 in Blasewitz) war ein deutscher Bildhauer und Hochschullehrer.

## Leben

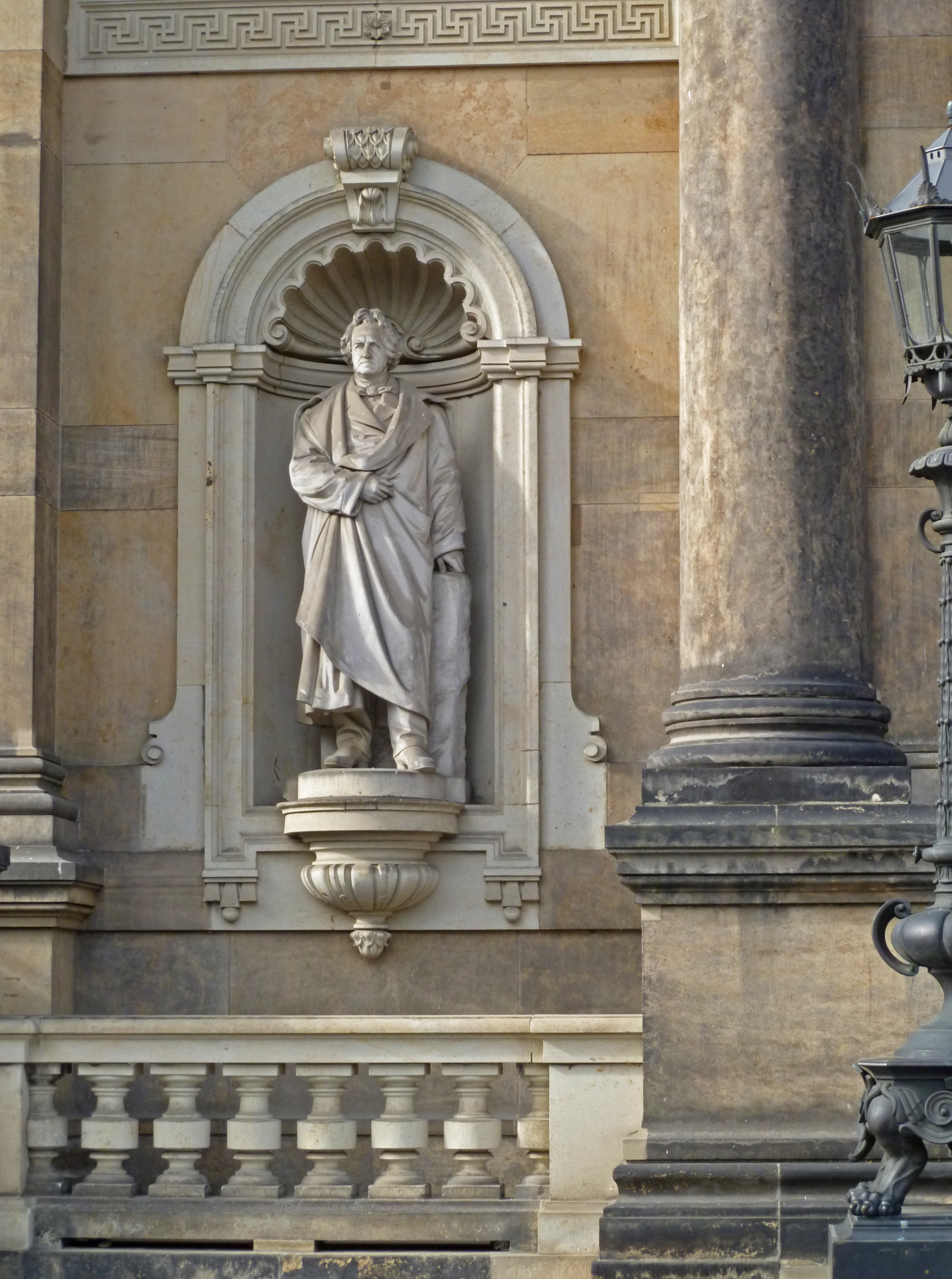
Statue Christian Daniel Rauchs am Ausstellungsgebäude in Dresden

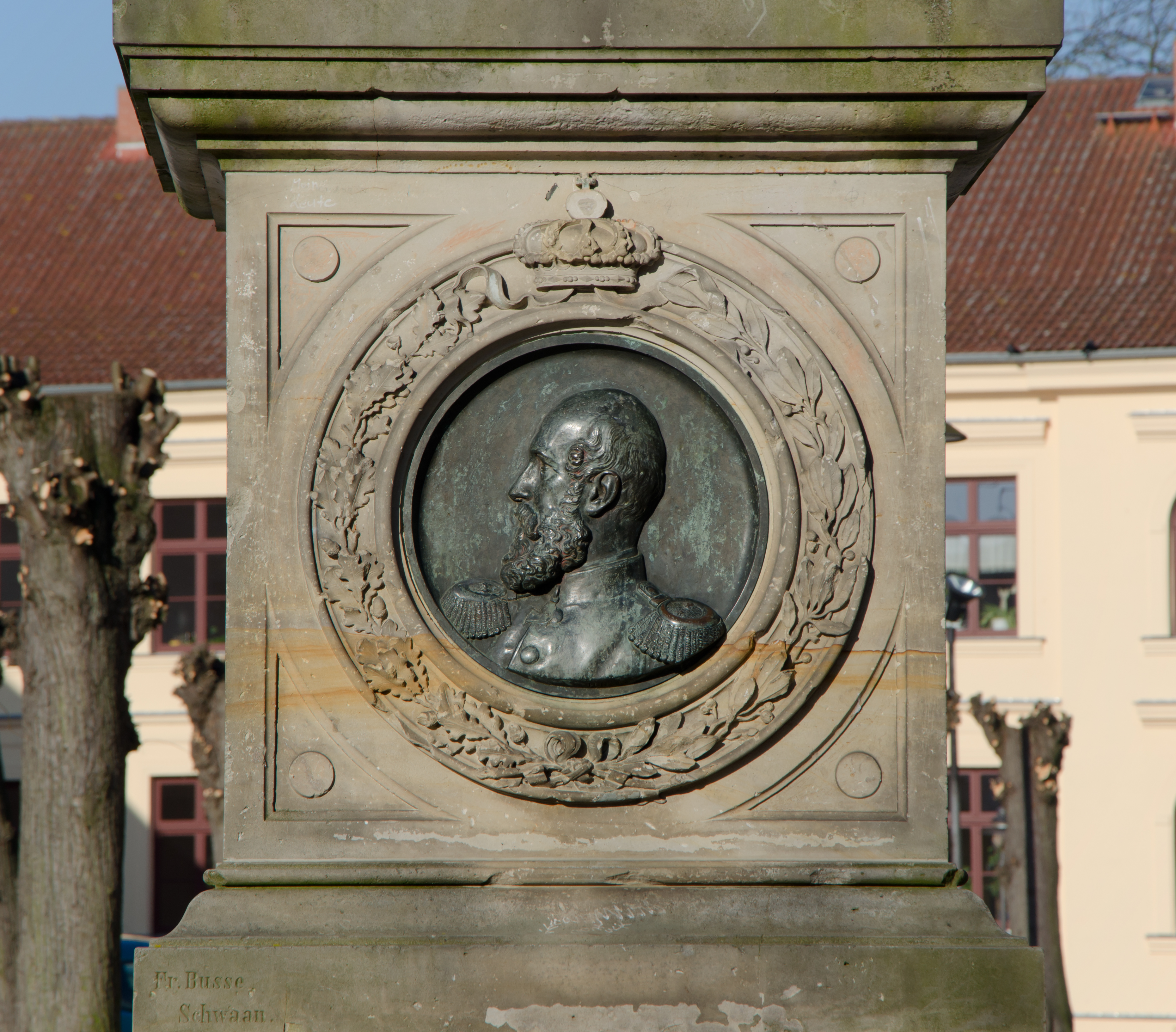
Relief am Kriegerdenkmal in Schwaan

Hermann Hultzsch wurde 1837 in Dresden geboren. Bereits mit 15 Jahren modellierte er das Porträt eines Freundes, das sein künstlerisches Talent zeigte. Ebenfalls noch vor Beginn seines Studiums entstand eine Büste der Begründerin der Gießerei Lauchhammer für den Grafen Einsiedel. Von 1854 bis 1861 studierte Hultzsch an der Dresdner Kunstakademie und wurde Meisterschüler im Atelier von Ernst Rietschel. Rietschel ließ ihn zwei Relief-Medaillons für den Sockel seines Braunschweiger Lessing-Denkmals gestalten.
Im Jahr 1865 schuf Hultzsch die Aufsehen erregende Figur „Sommer“, die ihm ein Stipendium für eine Studienreise nach Rom einbrachte. Dort entstanden 1865 acht Marmorreliefs sowie eine Marmorstatue des Propheten Ezechiel  für das Mausoleum des Prinzen Albert im Park von Windsor.
Im Jahr 1867 kehrte Hultzsch nach Dresden zurück, wo er als freischaffender Bildhauer im eigenen Atelier arbeitete. Im Jahr 1881 wurde er zum Ehrenmitglied der Königlich Sächsischen Kunstakademie und 1888 zum Professor an der Dresdner Kunstakademie ernannt. 1888 nahm er als Ehrenpräsident der Kunstgenossenschaft Sachsen an der Jahrhundertfeier des bayerischen Königs Ludwig I. in München teil. Für die Meißner Porzellanmanufaktur fertigte er Kleinplastiken an, unter anderem die Büste König Alberts, den Sämann und die Schlittschuhläuferin. Im Jahr 1905 verstarb er in Blasewitz.

## Werke (Auswahl)
- um 1853: zwei Relief-Medaillons (Muse Melpomene und Kritik) für den Sockel des Lessing-Denkmals in Braunschweig (Lessing-Standbild von Ernst Rietschel)
- vor 1861: Büste von Benedicta Margareta Freifrau von Löwendal, der Begründerin der Eisengießerei Lauchhammer (im Auftrag von Graf Detlev von Einsiedel)
- 1865: Statue Sommer, Braunschweig
- 1867: Luther-Statue und Melanchthon-Statue für die Fassade der Kreuzschule in Dresden
- 1875: vier Skulpturen (Jason, Medea, Eros und Psyche) für die neue Semperoper in Dresden
- 1879: Skulptur für das Claudius-Denkmal in Naumburg (Saale)[7]
- 1879: Büste des Dichters Theodor Körner für dessen Grab in Wöbbelin[4]
- 1880: Kleinplastik Gärtner-Mädchen für die Meißner Porzellanmanufaktur (138 cm hoch, bemalt, in Privatbesitz)
- Büste König Albert, Figur Sämann und Figur Schlittschuhläuferin für die Meißner Porzellanmanufaktur
- 1887: Figur Hygieia für den Kurpark in Bad Elster (Albert-Park).
- 1893: Standbilder Kurfürst Moritz und König Albert zum 350. Jubiläum der Schule Sankt Afra zu Meißen (späteres Landesgymnasium; im März 1948 von den kommunistischen Machthabern beseitigt)
- 1893: Bronzerelief des Großherzogs Friedrich Franz II. von Mecklenburg-Schwerin am Kriegerdenkmal für die Gefallenen von 1870/1871 in Laage
- um 1894: Kolossal-Statue von Christian Daniel Rauch am Portal des Ausstellungssaals der Kunstakademie Dresden[8] (wohl im Auftrag des Sächsischen Kunstvereins)
- 1895: Bronzerelief des Großherzogs Friedrich Franz II. von Mecklenburg-Schwerin am Kriegerdenkmal für die Gefallenen von 1870/1871 in Schwaan